# ريتشموند بارك

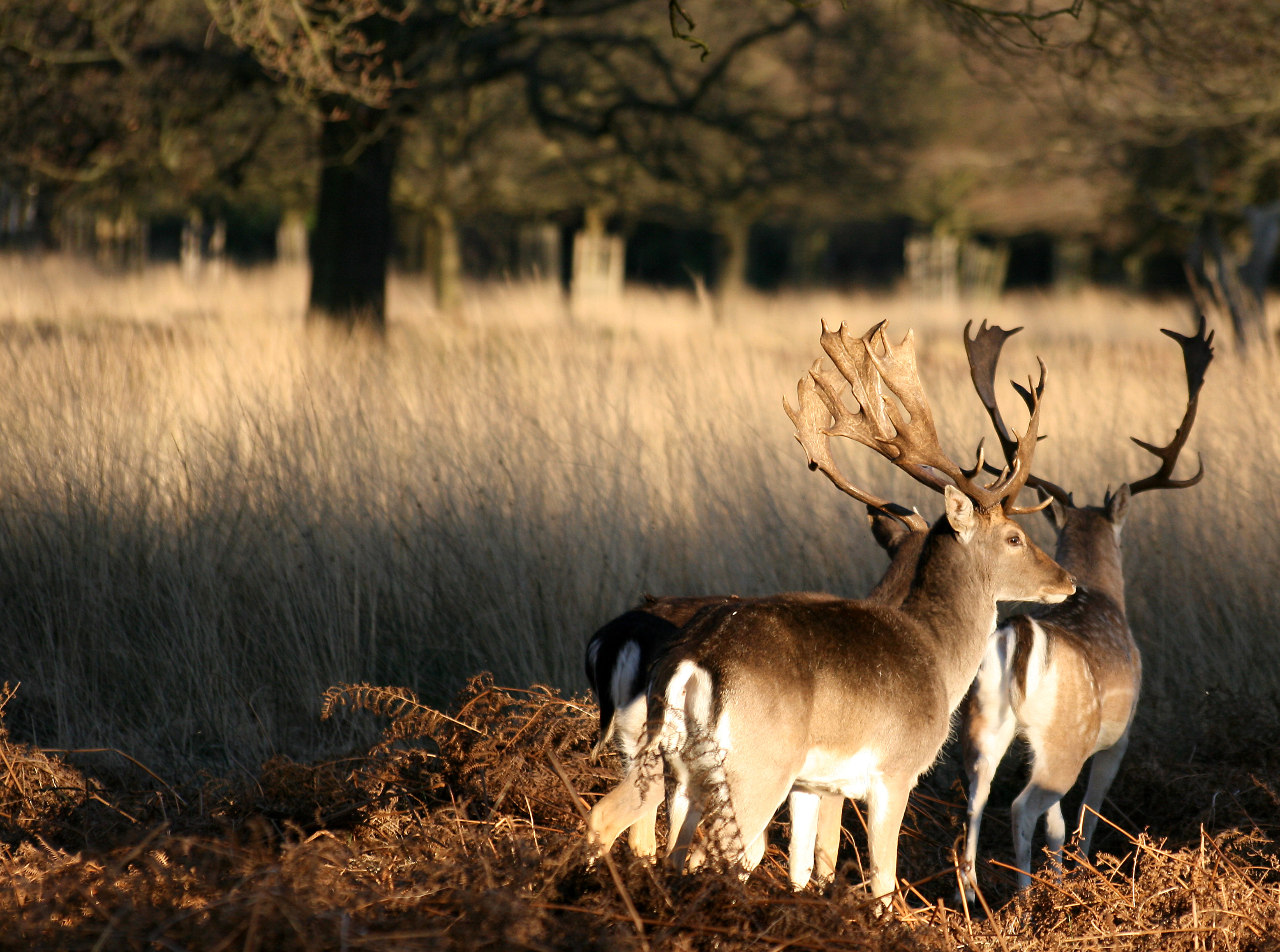
غزالين في ريتشموند بارك.

ريتشموند بارك هي أحد الحدائق الملكية في لندن، وتقع في الجنوب الغربي من المدينة.
كانت في السابق ملكا للعائة الحاكمة في بريطانيا، لكنها اليوم مفتوحة للعوام. تعتبر أكبر الحدائق الملكية في العاصمة، إذ تبلغ مساحتها حوالي 996 هكتار مربع.